# Peripontius dimidiatipennis
Peripontius dimidiatipennis is een keversoort uit de familie kniptorren (Elateridae). De wetenschappelijke naam van de soort is voor het eerst geldig gepubliceerd in 1856 door Reiche & Saulcy.